# Canton de Mur-de-Barrez
Le canton de Mur-de-Barrez est une ancienne division administrative française située dans le département de l'Aveyron et qui correspond à l'ancienne région française rouergate du Carladès, actuellement dans la région Midi-Pyrénées.

## Géographie
Ce canton était organisé autour de Mur-de-Barrez dans l'arrondissement de Rodez. Son altitude variait de 300 m (Lacroix-Barrez) à 1 023 m (Thérondels) pour une altitude moyenne de 765 m.

## Histoire
- Le Pays qui a conservé le nom de Carladez correspond approximativement aux anciens cantons de Mur-de-Barrez et de Vic-sur-Cère dans le Cantal.

- De 1833 à 1840, les cantons de Mur-de-Barrez et d'Entraigues avaient le même conseiller général. Le nombre de conseillers généraux était limité à 30 par département[1].

- De 1840 à 1848, les cantons de Mur-de-Barrez et de Sainte-Geneviève avaient le même conseiller général. Le nombre de conseillers généraux était limité à 30 par département[2].

## Représentation

### Conseillers généraux de 1833 à 2015
| Période | Période | Identité                                           | Étiquette         | Qualité |
| ------- | ------- | -------------------------------------------------- | ----------------- | --- |
| 1833    | 1839    | Jean Augustin Carrié de Boissy                     |                   | Général, à Crozafon, Entraygues-sur-Truyère                                                                       |
| 1839    | 1848    | Emile de Suze                                      |                   | Propriétaire à Mur-de-Barrez                                                                                      |
| 1848    | 1852    | Philippe Julhe                                     |                   | Juge de paix, maire de Mur-de-Barrez (1839-1848)                                                                  |
| 1852    | 1865    | Antoine Marcellin de Chaumel de Dienne (1801-1879) |                   | Juge de Paix, avocat, maire de Lacroix-Barrez                                                                     |
| 1865    | 1871    | Jérôme de Bancarel (1827-1907)                     |                   | Propriétaire à Hyars à Flavin                                                                                     |
| 1871    | 1913    | Antoine Ouvrier                                    | Républicain       | Médecin Maire de Mur-de-Barrez (1870-1884 et 1892-1900) Sénateur (1894-1912)                                      |
| 1913    | 1931    | Victor Mabit (1861-?)                              | Conservateur      | Notaire, maire de Mur-de-Barrez (1908-1929), conseiller d'arrondissement                                          |
| 1931    | 1940    | Adrien Viguier                                     | URD               | Médecin - Maire de Mur-de-Barrez (1935-1944)                                                                      |
|         |         |                                                    |                   | |
| 1943    | 1945    | Maurice Ithier                                     |                   | Conseiller d'arrondissement Nommé conseiller départemental en 1943                                                |
|         |         |                                                    |                   | |
| 1945    | 1967    | Marius Viguier                                     | DVD               | Médecin - Maire de Mur-de-Barrez (1945-1971)                                                                      |
| 1967    | 1973    | Robert Laurens                                     | RI puis Centriste | Maire de Lacroix-Barrez (1947-1989) Député de 1951 à 1955 Sénateur de 1956 à 1971                                 |
| 1973    | 1998    | Bernard Monzie                                     | RI puis UDF       | Médecin - Maire de Brommat (1971-1995)                                                                            |
| 1998    | 2011    | Francis Issanchou                                  | DVD               | Maire de Brommat (1995-2008) Président de la Communauté de Communes du Carladez Vice-Président du Conseil Général |
| 2011    | 2015    | Daniel Tarrisse                                    | PS                | Commerçant Conseiller municipal de Thérondels                                                                     |

### Résultats électoraux détaillés
- Élections cantonales de 2004 : Francis Issanchou   (Divers droite) est élu au premier tour avec 60,11 % des suffrages exprimés, devant Joseph Donore (Divers droite) (32,1 %) et Franck Gelly (FN) (4,3 %). Le taux de participation est de 69,05 % (1 959 votants sur 2 837 inscrits)[5].
- Élections cantonales de 2011 : Daniel Tarrisse (PS) est élu au second tour avec 53,41 % des suffrages exprimés, devant Pierre Miquel (Divers droite) (46,59 %). Le taux de participation est de 78,58 % (2 018 votants sur 2 568 inscrits)[6].

### Conseillers d'arrondissement (de 1833 à 1940)
Le canton de Mur-de-Barrez faisait partie de l'arrondissement d'Espalion jusqu'en 1926, date de sa disparition.
| Période                                  | Période          | Identité                                            | Étiquette   | Qualité |
| ---------------------------------------- | ---------------- | --------------------------------------------------- | ----------- | --- |
| 1833                                     | 1843             | Bernard Augustin de Monteil de Ladinhac (1775-1843) |             | Juge, propriétaire à Mur-de-Barrez                                                                          |
| 1843                                     | 1852             | Balthazar de Gaches de Venzac (1812-1861)           |             | Propriétaire à Sainte-Radegonde                                                                             |
| 1852                                     | 1871             | Antoine Gibert                                      |             | Médecin, maire de Mur-de-Barrez (1848-1856)                                                                 |
| 1871                                     | 1874             | Paulin-Joseph-Cyprien Redouly (1838-1915)           |             | Notaire, propriétaire à Thérondels                                                                          |
| 1874                                     | 1880             | Gaspard Riols                                       |             | Propriétaire à Mur-de-Barrez                                                                                |
| 1880                                     | 1891 (démission) | Jean Antoine François Henry Delrieu                 |             | Licencié en droit, notaire, maire de Murols-la-Croix, suppléant du juge de paix                             |
| 1892                                     | 1904             | Léon Versepuech                                     | Républicain | Propriétaire au Bouissou, maire de Taussac de 1881 à 1908, juge de paix à Sainte-Geneviève-sur-Argence      |
| 1904                                     | 1913             | Victor Mabit                                        | Droite      | Maire de Mur-de-Barrez de 1900 à 1908                                                                       |
| 1913                                     | 1919             | Émile Vazelle                                       | Droite      | Médecin, maire de Mur-de-Barrez de 1908 à 1929                                                              |
| 1919                                     | 1928             | Jean-Marie-Honoré Carcanague                        |             | Propriétaire à Mur-de-Barrez, négociant en vins                                                             |
| 1928                                     | 1929             | Émile Vazelle                                       | Droite      | Médecin, maire de Mur-de-Barrez                                                                             |
| 1929                                     | 1940             | Maurice Ithier                                      | URD         | Receveur-buraliste à Mur-de-Barrez                                                                          |
| 1940                                     |                  |                                                     |             | Les conseils d'arrondissement ont été suspendus par la loi du 12 octobre 1940 et n'ont jamais été réactivés |
| Les données manquantes sont à compléter. |                  |                                                     |             | |

## Composition
Le canton de Mur-de-Barrez, d'une superficie de 183 km2, était composé de six communes
.
| Nom            | Code Insee | Intercommunalité               | Superficie (km2) | Population (dernière pop. légale) | Densité (hab./km2) |
| -------------- | ---------- | ------------------------------ | ---------------- | --------------------------------- | ------------------ |
| Brommat        | 12036      | CC Aubrac, Carladez et Viadène | 43,28            | 644 (2014)                        | 15                 |
| Lacroix-Barrez | 12118      | CC Aubrac, Carladez et Viadène | 28,01            | 477 (2014)                        | 17                 |
| Mur-de-Barrez  | 12164      | CC Aubrac, Carladez et Viadène | 20,18            | 783 (2014)                        | 39                 |
| Murols         | 12166      | CC Aubrac, Carladez et Viadène | 13,90            | 108 (2014)                        | 7,8                |
| Taussac        | 12277      | CC Aubrac, Carladez et Viadène | 39,30            | 465 (2014)                        | 12                 |
| Thérondels     | 12280      | CC Aubrac, Carladez et Viadène | 38,47            | 415 (2014)                        | 11                 |

## Démographie

### Évolution démographique
| 1962  | 1968  | 1975  | 1982  | 1990  | 1999  | 2006  | 2011  | 2012  |
| ----- | ----- | ----- | ----- | ----- | ----- | ----- | ----- | ----- |
| 4 759 | 4 508 | 4 252 | 4 150 | 3 768 | 3 345 | 3 140 | 2 950 | 2 916 |

### Âge de la population
La pyramide des âges, à savoir la répartition par sexe et âge de la population, du canton de Mur-de-Barrez en 2009 ainsi que, comparativement, celle du département de l'Aveyron la même année sont représentées avec les graphiques ci-dessous.
La population du canton comporte 48,4 % d'hommes et 51,6 % de femmes. Elle présente en 2009 une structure par grands groupes d'âge plus âgée que celle de la France métropolitaine. 
Il existe en effet 36 jeunes de moins de 20 ans pour cent personnes de plus de 60 ans, alors que pour la France l'indice de jeunesse, qui est égal à la division de la part des moins de 20 ans par la part des plus de 60 ans, est de 1,06. L'indice de jeunesse du canton est également inférieur à celui  du département (0,67) et à celui de la région (0,89).
| Hommes | Classe d’âge | Femmes |
| ------ | ------------ | ------ |
| 1,3    | 90 ans ou +  | 2,1    |
| 14,9   | 75 à 89 ans  | 20,1   |
| 21,0   | 60 à 74 ans  | 23,2   |
| 24,1   | 45 à 59 ans  | 21,8   |
| 15,3   | 30 à 44 ans  | 12,7   |
| 10,6   | 15 à 29 ans  | 9,2    |
| 12,8   | 0 à 14 ans   | 10,9   |

| Hommes | Classe d’âge | Femmes |
| ------ | ------------ | ------ |
| 0,6    | 90 ans ou +  | 1,7    |
| 10,2   | 75 à 89 ans  | 14,2   |
| 16,9   | 60 à 74 ans  | 17,5   |
| 21,6   | 45 à 59 ans  | 20,3   |
| 18,9   | 30 à 44 ans  | 17,8   |
| 15,1   | 15 à 29 ans  | 13,4   |
| 16,7   | 0 à 14 ans   | 15,1   |